# Gorski vijenac
Gorski vijenac (original tiskan pod naslovom Горскıй вıенацъ, crnogorski: Горски вијенац), klasično djelo crnogorske nacionalne književnosti Petra II. Petrovića Njegoša, crnogorskog državnoga poglavara, mitropolita i pjesnika. 
Gorski vijenac je ep napisan narodnim, crnogorskim jezikom[nedostaje izvor] 1846. na Cetinju. 
Tiskan je 1847. u armenskom samostanu u Beču crkvenoslavenskom ortografijom.
Njegoš u Gorskom vijencu pjeva o "istrazi poturica", događaju koji se navodno odigrao u Crnoj Gori koncem 17. stoljeća, no o čemu u povjesnoj znanosti nema nikakvih pouzdanih podataka.[nedostaje izvor]

## Sadržaj
Gorski vijenac se sastoji od sljedećih poglavlja:
- Posveta Prahu Oca Srbije
- Lica
- Skupština uoči Trojičina dne na Lovćenu
- Skupština o Malome Gospođinu Dne na Cetinju
- Badnje veče
- Novo ljeto

## Lica
- Vladika Danilo
- Iguman Stefan
- Vuk Mandušić
- Vuk Mićunović
- Knez Rogan
- Serdar Radonja
- Vojvoda Batrić
- Vojvoda Draško
- Hadži-Ali Medović
- Skender-aga
- Ferat Začir
- Kolo

## Vanjske poveznice
- Gorski vijenac